# Тур, Фёдор Евдокимович
 Фёдор Евдоки́мович Тур  (13 мая 1866, Новгород-Северский, Черниговская губерния — 19 июля 1942, Ленинград) — потомственный дворянин в первом поколении, действительный статский советник, приват-доцент кафедры Общей физиологии Императорского Санкт-Петербургского университета, один из основателей, профессор и ректор Женского педагогического института. Отец профессора Ленинградского педиатрического медицинского института, академика АМН СССР, заслуженного деятеля науки РСФСР Александра Фёдоровича Тура. Жертва блокады Ленинграда.

## Биография
Родился в семье крестьянина Черниговской губернии Евдокима Николаевича Тура. В 1876 г. поступил на подготовительное отделение Новгород-Северской гимназии, известной тем, что ранее в ней учился К. Д. Ушинский. Выполнив двухлетнюю программу за год, Тур был зачислен в 1-й класс. С 5-го класса для продолжения учёбы вынужден был зарабатывать частными уроками. Имея крайне независимый характер, в старшем классе вступил в конфликт с директором и вынужден был уйти из гимназии. В том же 1884 г. сдал экзамены за полный курс экстерном в Чернигове.
В 1884 г. Тур приехал в столицу где легко поступил на естественное отделение физико-математического факультета Санкт-Петербургского императорского университета. Здесь он вскоре увлекся физиологией. Его учителями в этой области стали знаменитые ученые-физиологи Ф. В. Овсянников, И. М. Сеченов, Н. Е. Введенский.
Годом раньше на тот же факультет университета поступил Александр Ульянов. В 1886 г. преимущественно из числа студентов своего факультета с целью организации покушения на Александра III он организовал Террористическую фракцию партии «Народная воля». Группа была раскрыта, и 1 марта 1887 г. всех её участников арестовали. Очевидно, Ф. Е. Тур не входил в состав организации, но каким-то образом был причастен к её деятельности. В марте 1887 г. он был исключен из университета с запретом в течение 2-х лет проживать в Петербурге. Только благодаря заступничеству профессора Н. Е. Введенского в 1888 г. Тура восстановили, и он смог вернуться к занятиям.

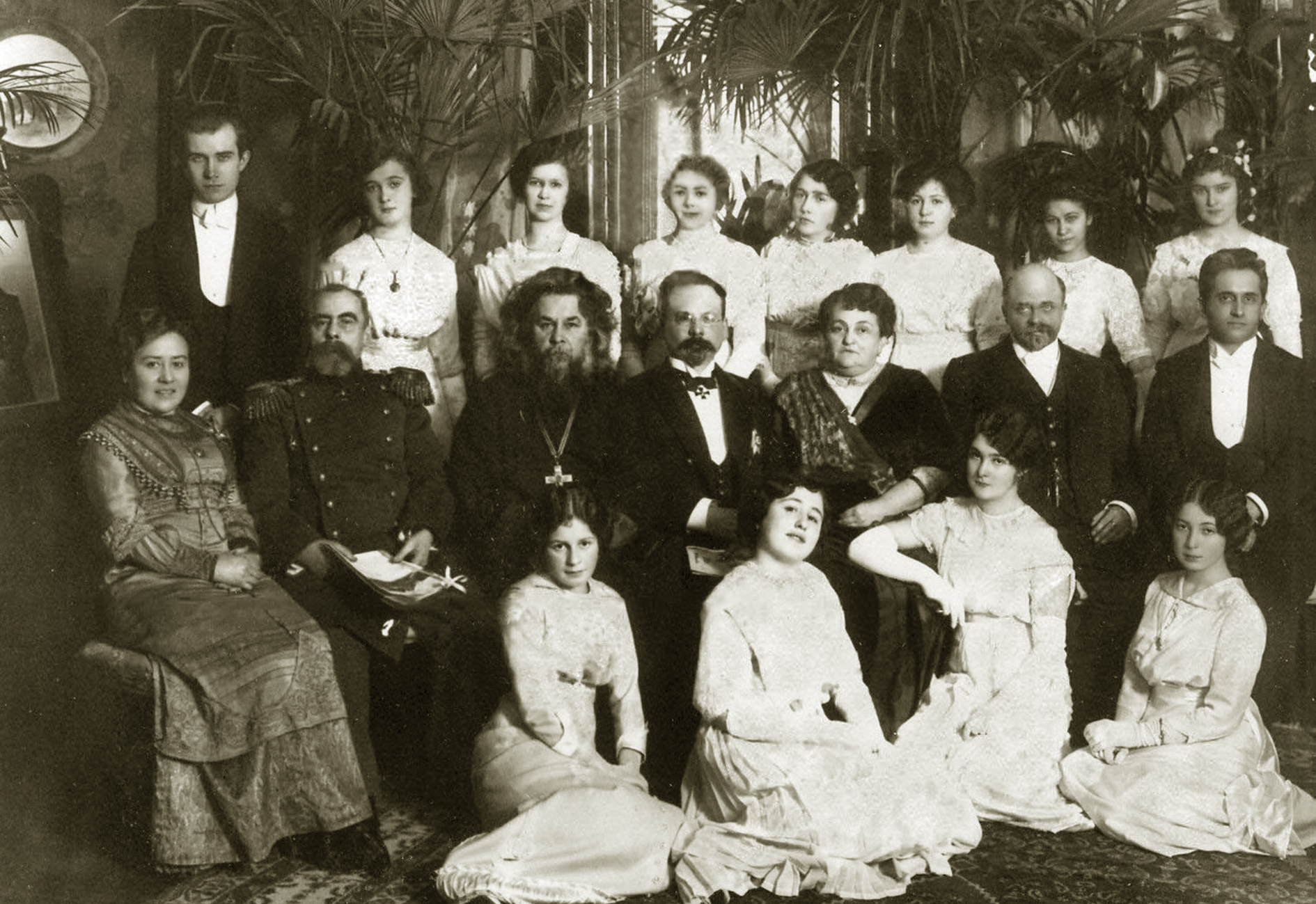
10-летний юбилей курсов М. А. Лохвицкой-Скалон (в центре). На снимке: В. М. Шимкевич (2-й справа), Ф. Е. Тур (1-й справа). К. Булла, 1913 г.

В 1889 г. под руководством профессора Н. Е. Введенского в лаборатории знаменитого профессора И. М. Сеченова он выполнил диссертацию: «Об изменениях эффектов тетанизации мышцы от прохождения волны возбуждения». Получив после защиты степень кандидата естественных наук, Тур был назначен лаборантом физиологической лаборатории своей кафедры, а с 1891 г. занял должность прозектора той же лаборатории. В 1894 году, выдержав экзамен на звание магистра зоологии и физиологии, Тур был избран ассистентом кафедры физиологии, которой после отъезда И. М. Сеченова в Москву руководил Н. Е. Введенский.
В 1900 году в звании приват-доцента Ф. Е. Тур получил право чтения лекции студентам. Будучи широко образованным, он в те же годы преподавал географию в реальном училище Штюрмера, естественную историю в гимназии Лохвицкой-Скалон, а с 1903 г. анатомию и физиологию на преобразованных из гимназии Высших женских естественно-научных курсах Лохвицкой-Скалон.
В 1902 г. Ф. Е. Тур с «ученой целью» находился в Германии и Австрии, где в Гейдельбергском, Берлинском и Венском университетах знакомился с методами изучения белковых веществ и продуктов их распада, постановкой практических занятий со студентами. Заканчивалась годичная командировка в Неаполе. Здесь на известной международной Морской зоологической станции Тур исследовал губки и кораллы. Собранный материал позволил ему позже выпустить ряд работ по химии известковых скелетов этих организмов. Эти и другие работы он проводил в созданной им в университете лаборатории по физиологической химии и обмену веществ, которой заведовал до осени 1924 г. Проводимые в лаборатории исследования легли в основу разработанного Ф. Е. Туром учебного курса по обмену веществ и физической химии, который вскоре стал обязательным для студентов-химиков и физиологов.
Начиная с И. М. Сеченова, на естественном отделении физико-математического факультета Санкт-Петербургского императорского университета собралось большое число истинных пропагандистов женского образования в России. Оказался среди них и Ф. Е. Тур. По этой причине, когда в 1903 году Высочайшим указом был организован Женский педагогический институт, Тура пригласил туда для чтения лекций первый ректор института — известный историк, исследователь смутного времени С. Ф. Платонов.
Придя в институт как преподаватель анатомии и физиологии, Тур вместе с В. В. Половцовым и В. Н. Верховским оборудовал лабораторию для практических занятий студенток. Вскоре на базе курса была организована кафедра физиологии и анатомии естественного отделения института, которую возглавил теперь уже профессор Ф. Е. Тур.
После Октябрьской революции Женский педагогический институт был преобразован в 1-й Педагогический, где профессор Ф. Е. Тур занял должность декана физико-математического факультета. Одновременно он заведовал учебной частью 178-й Трудовой школы — базовой при институте.
В декабре 1920 г. Ученый совет большинством голосов избрал Ф. Е. Тура ректором 1-й Педагогического института.
В эти годы Ф. Е. Тур много работал над составлением программ для разных типов советских школ, стараясь сохранить в них все ценное, что было наработано старой школой. Он принимал участие в работе конференции по политехническому образованию (1918), конференции педагогических институтов (1920), в работе комиссии по пересмотру Положения о вузах. К всему прочему в 1918—1921 гг. Ф. Е. Тур заведовал отделением сельскохозяйственного образования Петроградского отдела Главного управления профессионально-технического образования (Петропрофобра).
В 1923 году по решению Наркомпроса 1-й и 3-й Педагогические институты были объединены в единый Ленинградский государственный педагогический институт (ЛГПИ) им. А. И. Герцена. В объединённом институте Ф. Е. Тур занял должность декана естественного факультета и одновременно проректора по административно-хозяйственной части. Объём работы был таков, что в 1924 г. Тур был вынужден оставить родную кафедру физиологии в Университете и полностью переключиться на ЛГПИ. Однако в 1931 году при очередной реорганизации факультеты в структуре института были ликвидированы и заменены отделениями. В этой ситуации Ф. Е. Тур оставил ЛГПИ и возглавил кафедру физиологии во 2-м Ленинградском медицинском институте. Здесь он работал вплоть до выхода на пенсию в 1939 г.
Ф. Е. Тур прожил ещё 3 года. Пережив самую суровую блокадную зиму 1941—1942 гг., он скончался 19 июня 1942 года, когда казалось, что главные трудности уже позади.
В 31-м томе Книги памяти «Блокада» есть короткая запись: «Тур Фёдор Евдокимович, 1866 г. р. Место проживания: пр. Карла Либкнехта, д. 10, кв. 5. Дата смерти: июль 1942. Место захоронения: Серафимовское кладбище». Здесь только одна ошибка. На самом деле Ф. Е. Тур жил и умер в доме № 104.

## Политические взгляды
Учась в университете, Тур был связан с Террористической фракцией партии «Народная воля» Александра Ульянова. Будучи выходцем из крестьянского сословия, интересы которого, как полагали заговорщики, они выражали, Тур мог испытывать определённое давление со стороны членов организации, но так и не оказался в её рядах. Тем не менее после разгрома организации, фамилия Тура была внесена в список неблагонадежных студентов, и он был выслан из столицы Империи.
Начиная с 1903 года Тур был знаком с известным своими монархическими взглядами профессором истории, а позже академиком С. Ф. Платоновым. После Октябрьской революции, считая большевизм безусловным злом, С. Ф. Платонов пошёл на сотрудничество с новой властью, рассматривая это как необходимую форму служения народу. Авторитет Платонова был столь высок, что обвинив его в 1930 г. в антисоветской деятельности чекисты так и не решились разделаться с академиком, и отправили его в ссылку в Самару. Видимо, взгляды Тура во многом совпадали со взглядами Платонова, поскольку многолетняя дружба объединяла их до самой смерти академика в 1933 г. Фотография Платонова всегда стояла на столе у Тура. Её на мгновение можно увидеть в документальном фильме Владислава Виноградова «Доктор» (1972 г.), посвящённом сыну Фёдора Евдокимовича — академику А. Ф. Туру.

## Общественная деятельность
В императорской России
- Член Императорского общества естествоиспытателей при Санкт-Петербургском императорском университете, позже секретарь этого Общества;
- Председатель педагогического совета женской гимназии Е. М. Гедда — А. Ф. Мушниковой[10];
- Товарищ председателя общества вспоможения нуждающимся учащимся Ларинской гимназии.

В Советском Союзе
- Член Ленсовета III, IV и XI созывов;
- Член коллегии отдела технических и профессиональных учебных заведений Народного комиссариата просвещения Северной области;
- Почетный член Ленинградского общества испытателей природы при ЛГУ;
- редактор «Трудов» Ленинградского общества испытателей природы (отделение зоологии и физиологии);
- Член Общества российских физиологов им. И. М. Сеченова[11], позже заместитель председателя этого Общества.

## Избранные труды
Ф. Е. Туром опубликовано более 100 научных трудов. Ниже представлены лишь некоторые из них:
- К вопросу о влиянии тяжести на силу мышечного сокращения // Записки Академии Наук, 1890;
- О действии электрических раздражений различной частоты и силы на сосудорасширяющие нервы. // Дневник X съезда естеств. и врачей в Киеве, 1898;
- Сравнительные опыты над переживанием нерва раздражаемого и нерва покоящегося. // Труды СПб. Общества Ест., т. XXX, в. 2, 1899;
- К вопросу о механизме действия сосудорасширяющих нервов // Труды СПб. Общества Ест., т. XXXII, в. 2. 1901.

Профессор Л. А. Орбели называл Фёдора Евдокимовича «…одним из наиболее компетентных биохимиков и физиологов Союза», особо отмечая ценность его экспериментальных работ.

## Семья
- Жена: Вера Васильевна Тур (1.01.1870, Новгород-Северский Черниговской губернии — 1945, Ленинград);
- Сын: Александр Федорович Тур (1894—1974) — профессор Ленинградского педиатрического медицинского института, академик АМН СССР, заслуженный деятель науки РСФСР;
- Дочь: Антонина Фёдоровна Тур (1896—1976) — профессор кафедры факультетской терапии 1-го Ленинградского медицинского института;
- Сын: Владимир Фёдорович Тур (1898 — ?).

Всю свою активную трудовую жизнь Фёдор Евдокимович Тур прожил вместе со своими старшими детьми, для которых оказался не только отцом и воспитателем, но, возможно, и главным учителем в выбранной ими профессии. По крайне мере, его знаменитый сын академик А. Ф. Тур как клиницист и ученый всегда отличался подлинным «физиологическим» подходом в педиатрии. Этого он требовал и от своих учеников.